# Xestocephalus adiopodoumus
Xestocephalus adiopodoumus är en insektsart som beskrevs av Rauno E. Linnavuori 1979. Xestocephalus adiopodoumus ingår i släktet Xestocephalus och familjen dvärgstritar. Utöver nominatformen finns också underarten X. a. dentatus.